# HMS E18
Pour les articles homonymes, voir E18.
Le HMS E18 est un sous-marin britannique de classe E de la Royal Navy, lancé en 1915 et perdu dans la mer Baltique en mai 1916 alors qu’il opérait à partir de Tallinn. Les circonstances exactes entourant le naufrage demeurent un mystère. L’épave du sous-marin a été découverte en octobre 2009.

## Conception
Comme tous les sous-marins de la classe E postérieurs au E8, le E18 avait un déplacement de 662 tonnes en surface et de 807 tonnes en immersion. Il avait une longueur totale de 55 m et un maître-bau de 6,92 m. Il était propulsé par deux moteurs Diesel Vickers huit cylindres à deux temps de 800 chevaux (600 kW) et moteurs électriques deux moteurs électriques de 420 chevaux (310 kW),.
Le sous-marin avait une vitesse maximale de 16 nœuds (30 km/h) en surface et de 10 nœuds (19 km/h) en immersion. Les sous-marins britanniques de la classe E avaient une capacité en carburant de 50 tonnes de gazole, et une autonomie de 2 829 milles marins (5 238 km) lorsqu’ils faisaient route à 10 nœuds (19 km/h). Ils pouvaient naviguer sous l’eau pendant cinq heures en se déplaçant à 5 nœuds (9,3 km/h).
Comme pour la plupart des premiers bateaux de la classe E, le E18 n’était pas équipé d’un canon de pont pendant sa construction, mais il a reçu plus tard un canon QF (Quick Firing : tir rapide) de 3 pouces (76 mm) monté à l’avant du kiosque. Il avait cinq tubes lance-torpilles de 18 pouces (457 mm), deux à l’avant, un de chaque côté à mi-longueur du navire et un à l’arrière. Au total, 10 torpilles étaient emportées à bord.
Les sous-marins de la classe E avaient la télégraphie sans fil d’une puissance nominale de 1 kilowatt. Sur certains sous-marins, ces systèmes ont par la suite été mis à niveau à 3 kilowatts en retirant un tube lance-torpilles du milieu du navire. Leur profondeur maximale de plongée théorique était de 100 pieds (30 mètres). Cependant, en service, certaines unités ont atteint des profondeurs supérieures à 200 pieds (61 mètres). Certains sous-marins contenaient des oscillateurs Fessenden.
Leur équipage était composé de trois officiers et 28 hommes.

## Engagements

### 1915
Le E18 est entré en service au Royaume-Uni en 1915, sous le commandement du Lieutenant commander R.C. Halahan. Il rejoint le HMS Maidstone le 25 juin 1915 et commence bientôt à patrouiller en mer du Nord avec la 8e flottille basée à Harwich. Le 9 juillet 1915, lors de sa seule et unique patrouille avant son départ pour la mer Baltique, le E18 a quitté Yarmouth avec les HMS D7 et HMS E13.
Le 14 juillet 1915, à l’embouchure de l’Ems, dans les eaux ennemies, Halahan ramena le E18 à la surface, car il préférait la mer à l’utilisation des toilettes à bord. Alors qu’il était dans cette situation embarrassante, un Zeppelin est apparu. Le E18 a plongé jusqu’au fond de la mer, mais il était encore facilement visible depuis les airs. Le E18 a ensuite été encadré par 12 bombes qui n’ont causé aucun dommage matériel, hormis l’embarras de Halahan d’être ainsi pris au dépourvu. Il n’a pas mentionné dans son rapport de patrouille qu’il avait ordonné de faire surface. Il a déclaré qu’il était resté en immersion à 20 pieds. Une enquête sur la visibilité des sous-marins depuis les airs a conduit à ce que le E18 soit peint dans un schéma de camouflage. Étrangement, il n’y a aucune revendication allemande d’une attaque sur un sous-marin. Les Zeppelins dans les airs ce jour-là dans cette région étaient les L4, L6 et L7. Aucun d’entre eux n’a rapporté avoir aperçu un sous-marin, encore moins en avoir attaqué un. Le L6 était le plus près de la position du E18 au moment où un Zeppelin a été aperçu par ce dernier, mais il s’est éloigné vers l’ouest lorsque les explosions se sont produites. Les groupes de dragueurs de mines allemands faisaient exploser des mines au moment de l’attaque présumée, ce qui pourrait expliquer les explosions que l’équipage du E18 a entendu lorsqu’il était en immersion.
Le E18 a été envoyé en mer Baltique avec la flottille sous-marine britannique dans cette mer. Il a quitté Harwich le 28 août avec son sister-ship HMS E19, en se rendant pour débuter à Newcastle pour caler leurs compas, voyage au cours duquel le E19 a brûlé une de ses principales armatures. Après le retard pour réparer le E19, ils ont quitté Newcastle pour la Baltique le 4 septembre à 16 heures 30. Les deux sous-marins se sont séparés et ont traversé l’Øresund entre le Danemark et la Suède dans la nuit du 8 au 9 septembre. Au cours du passage, le E19 s’est retrouvé à seulement quelques mètres de la poupe du E18 et a décidé de ne pas rentrer en même temps que ce dernier dans le détroit.
Le E18 a rencontré deux destroyers allemands. Il a plongé à seulement 23 pieds (7 mètres) de profondeur et, pendant près de trois heures, a progressé en frôlant le fond marin et en remontant à la surface. Après plusieurs heures de repos en eau profonde, il a refait surface le matin pour se retrouver sous le feu du croiseur SMS Amazone. Une fois de plus, il a plongé jusqu’au fond. Le croiseur allemand et les destroyers qui l’accompagnaient ont alors commencé à sillonner la zone où se trouvait le E18, en sachant que ses batteries devaient être déchargées. Le E18 a dû rester au fond jusqu’à ce que les navires allemands, qui n’étaient pas équipés de grenades anti-sous-marines, quittent la zone. Après s’être échappé, il a été attaqué par deux autres destroyers, dont l’un a failli l’éperonner.
Le 10 septembre 1915, Halahan aperçut ce qu’il croyait être les croiseurs de bataille allemands SMS Lützow et SMS Seydlitz, et tenta en vain de se placer en position d’attaque. En fait, les navires étaient seulement deux destroyers allemands, les croiseurs de bataille n’étaient pas dans la région à l’époque. Le 12 septembre, le E18 a rejoint les E19 et HMS E9 au large de Dagerort, arrivant à Reval (maintenant Tallinn, en Estonie) le 13 septembre. Halahan a écrit plus tard dans son rapport qu’entrer de nouveau en mer Baltique était trop risqué et ne devrait plus être tenté, à moins que ce ne soit absolument nécessaire.
Le E18 opère à partir de Reval jusqu’à l’automne 1915 et part pour sa première patrouille dans la Baltique le 21 septembre 1915. Le lendemain, il était dans une excellente position pour torpiller le croiseur allemand SMS Bremen, mais à cause d’un sous-marin russe en surface, le Bremen a dévié de sa route juste au moment où le E18 était sur le point de tirer, et l’occasion ne s’est plus présentée. Il est retourné à Reval le 29 septembre.
Le 9 octobre 1915, le E18 partit pour sa deuxième patrouille. Le 12 octobre, il était en position d’attaquer le pré-dreadnought SMS Braunschweig au large de Libau (aujourd’hui Liepāja en Lettonie), mais les portes de ses tubes lance-torpille d’étrave n’ont pas pu être ouvertes. Il a ensuite essayé son tube de milieu, mais a été forcé à plonger par des destroyers allemands. Quand enfin il a réussi à tirer une torpille à partir de son tube arrière, la distance à la cible était trop grande. Il est retourné à Reval le 16 octobre[5].
Le E18 quitta Reval le 9 novembre 1915 pour patrouiller sur les routes commerciales suédoises. Il revint le 15 novembre n’ayant rien vu d’intéressant. Au cours de cette patrouille, l’équipage avait manqué la visite du Tsar.
Sa quatrième et dernière patrouille de 1915 s’effectue au large de Libau, et il tente de trouver un chemin à travers les champs de mines en suivant les routes de la navigation allemande. Il est parti pour cette patrouille le 30 novembre et est revenu le 4 décembre.

## Découverte de l’épave en 2009
En octobre 2009, l’épave du HMS E18 a été découverte par un ROV déployé par le navire de reconnaissance suédois MV Triad. La position de l’épave se trouve au large des côtes de Hiiumaa, en Estonie. Des photographies prises de l’épave montrent le sous-marin avec son écoutille ouverte, ce qui suggère qu’il a heurté une mine en naviguant en surface.